# 額我略十四世
額我略十四世（拉丁語：Gregorius PP. XIV；1535年2月11日—1591年10月16日），原名尼各老·斯豐德拉蒂（Niccolò Sfondrati），1590年12月5日當選教宗，同年12月8日即位至1591年10月16日為止。
額我略十四世出生于米兰公国瓦雷澤省内，他的家庭属于米兰社会中的最高阶层，但是其生活有节制，以怜悯出名。他的母亲出生于维斯康蒂家族，在他出生时逝世。他的父亲是米兰的元老院成员，1544年被教宗保祿三世提升为枢机。額我略十四世在佩鲁贾和帕多瓦读书，成为神父，1560年就被晋升为主教，并参加了1561年至1563年讨论教会分裂问题的特兰托公会议。1583年12月12日教宗額我略十三世将他提升为枢机。他是嘉祿·鮑榮茂的追随者和菲利浦·内里的好朋友，效仿内里的生活方式。因此他本人是赞成改革基督徒的生活方式的人。
教宗烏爾巴諾七世死后（1590年9月27日）的教宗选举极其困难。西班牙国王腓力二世派他的代表向集会提出了一个包含七位枢机的名称的单子，表示他不接受任何这个单子之外的候选人。1590年12月5日，选举最终日期已经超越了两个月后額我略十四世终于获选，他是在腓力二世的单子上的之一。去通知他获选的枢机到他的小屋里告诉他获选时发现他正跪着祈祷。次日他正式入职时他流泪对周边的枢机说：“天主原谅你们，你们做了什么？”在他1591年3月21日颁布的教宗詔書他下令禁止就教宗选举秘密會議、执政时间和新枢机命名等问题进行赌博，违反者受绝罚。
在其短暂的执政期间額我略十四世在法国宗教战争中全力支持天主教派。在西班牙国王和马耶讷公爵的要求下他不顾法王亨利四世近期的转化于1591年3月1日对亨利四世处绝罚。重申教宗思道五世于1585年发布的因亨利持异端被革除法王继承权的决定，剥夺其封地。他还组织了一支以他的侄子为首领的军队开往法国，还向巴黎送每月1.5万斯库多的钱来重组天主教联盟。由此他放弃了至此为止在法国和西班牙之间持中立的教宗政策，而直接大规模地支持西班牙的利益。其原因之一也是因为他本人是依靠西班牙的枢机的影响获选的。
額我略十四世共任命了五名新枢机，其中包括他的侄子和首相。他无效地试图说服菲利浦·内里接受枢机的职务。1591年4月18日他下令菲律宾的征服者向当地人（尽可能地）赔偿其损失。并下令释放菲律宾所有奴隶，违反者受绝罚。
传记作者提到说額我略十四世有不自觉地、神经质地笑的毛病，在他加冕时也发生了这样的事。他死于大肾结石，据报70克。

## 譯名列表
- 額我略十四世：天主教香港教區禮儀委員會：禧年專頁 （页面存档备份，存于）作額我略。
- 國瑞十四世：香港天主教教區檔案　歷任教宗作國瑞。
- 格列高列十四世：《大英簡明百科知識庫》2005年版[]作格列高列。
- 格雷戈里十四世：《世界人名翻譯大辭典》1993年版作格雷戈里。
- 格列哥里十四世：國立編譯舘作格列哥里。